# Berkmeer
De Berkmeer is een polder en woonplaats in de Nederlandse provincie Noord-Holland. Het gebied beslaat (volgens een meting uit 1979) exact 288,0428 hectare en behoort sinds 1 januari 2007 tot de gemeente Koggenland. Berkmeer maakte voor 1 januari 1978 deel uit van drie gemeenten: Heerhugowaard, Obdam en Opmeer. Van 1978 werd het onderdeel van één gemeente, die van Obdam; deze ging in 2007 op in de gemeente Koggenland.
De 'Polder De Berkmeer' is als zelfstandig waterschap opgehouden te bestaan per 1 januari 1980, toen hij opging in het waterschap Groot-Geestmerambacht (dat op zijn beurt in 2003 werd opgenomen in het Hoogheemraadschap Hollands Noorderkwartier).

## Geschiedenis
Naar verluidt was het in het Berkmeer dat Graaf Willem II van Holland op 28 januari 1256 door het ijs zakte en door de West-Friezen werd vermoord.
Al in 1609 bestonden plannen om het Berkmeer droog te maken. Toen werden ze niet ten uitvoer gebracht. De voorgenomen bedijking van het aangrenzende Heerhugowaard was aanleiding om het plan weer op te nemen. Op 21 maart 1633 verleenden de Staten van Holland en West-Friesland octrooi voor de bedijking van het Berkmeer. Slechts twee jaar later, in juni of juli 1635 was de gehele polder opgemeten en verkaveld. Een landmeting bepaalde het totaal aan nieuwe grond op 301 morgens en 546 roeden.

## Molens
In de Berkmeer staat de Berkmeermolen, deze poldermolen bemaalt met enige regelmaat de polder. De molen staat er sinds 1803, de molen werd oorspronkelijk gebouwd in 1608 en stond toen in Hensbroek. De Berkmeermolen staat even zuidelijker dan de Veenhuizer, die aan de andere kant van het water in Veenhuizen staat. Nabij Berkmeer, staat net tegenover De Lage Hoek nog een molen. Deze molen, De Kaagmolen bemaalt de Kaagpolder, dat tegenover de Berkmeer is gelegen.
Dorpen: Avenhorn · Berkhout · Bobeldijk · De Goorn (gemeentehuis) · Grosthuizen · Hensbroek · Obdam · Oudendijk · Rustenburg · Scharwoude · Spierdijk · Ursem · Wogmeer · Zuidermeer

Buurtschappen: Berkmeer · Baarsdorpermeer · De Hulk (deels) · Kathoek · Noord-Spierdijk · Noorddijk · Noordermeer · Obdammerdijk · Oosteinde

Gehuchten: Oostmijzen · Zuid-Spierdijk
Noord-Holland: Steden en dorpen in Noord-Holland      Nederland: Provincies · Gemeenten